# Helianthus hirsutus
Helianthus hirsutus là một loài thực vật có hoa trong họ Cúc. Loài này được Raf. mô tả khoa học đầu tiên năm 1820.